# Trente-deuxième district congressionnel du Texas
Le 32e district congressionnel du Texas dessert une zone suburbaine du nord-est du Comté de Dallas et une partie des comtés de Collin et Denton. Le district a été créé après le recensement américain de 2000, lorsque le Texas est passé de 30 à 32 sièges. Il a ensuite été modifié en 2011 après le recensement de 2010. Le Représentant actuel est le Démocrate Colin Allred qui se retire pour affronter le Sénateur Républicain sortant de l'État, Ted Cruz lors de l'Élection Générale du 5 novembre 2024.
Entre autres communautés, le district comprend une partie du quartier de Preston Hollow, au nord de Dallas, qui abrite George W. Bush depuis la fin de sa présidence. Alors qu'il contenait auparavant une grande partie de la région ouest du Comté de Dallas, y compris Irving, depuis le cycle de redécoupage 2011-2012, le district couvre désormais principalement les régions du nord et de l'est du Comté de Dallas, ainsi qu'une petite partie du Comté de Colin.
En 2018, l'avocat des droits civiques et ancien joueur de la NFL, Colin Allred, a remporté une primaire très contestée pour l'investiture démocrate et a battu le Représentant sortant Républicain Pete Sessions lors des élections du 6 novembre. Le district, comme la plupart des districts de banlieue du Texas, a longtemps été considéré comme solidement républicain. Cependant, sa configuration d’avant 2022 était davantage considérée comme un quartier swing en raison de l’évolution démographique, ainsi que de l’antipathie envers l’ancien Président Donald Trump dans les zones suburbaines. Après 2022, le district a été reconfiguré pour devenir solidement démocrate afin de protéger les républicains des districts adjacents, réélisant Allred avec plus de 60 % des voix.

## Historique de vote
| Année | Poste     | Résultats               |
| ----- | --------- | ----------------------- |
| 2004  | Président | Bush 60,0 % - 40,0 %    |
| 2008  | Président | McCain 55,0 % - 44,0 %  |
| 2012  | Président | Romney 57,0 % - 41,5 %  |
| 2016  | Président | Clinton 48,5 % - 46,6 % |
| 2020  | Président | Biden 54,6 % - 44,0 %   |

## Liste des Représentants du district
| Membre                             | Parti       | Années                          | Congrès     | Histoire électorale | Zone géographique                                                       |
| ---------------------------------- | ----------- | ------------------------------- | ----------- | --- | ----------------------------------------------------------------------- |
| District établit le 3 janvier 2003 |             |                                 |             | |                                                                         |
| Pete Sessions                      | Républicain | 3 janvier 2003 - 3 janvier 2019 | 108e - 115e | Redécoupage depuis le 5e district et réélu en 2002. Réélu en 2004. Réélu en 2006. Réélu en 2008. Réélu en 2010. Réélu en 2012. Réélu en 2014. Réélu en 2016. Perd sa réélection. | 2003–2005 Sud-est de Collin, Nord-est de Dallas                         |
| Pete Sessions                      | Républicain | 3 janvier 2003 - 3 janvier 2019 | 108e - 115e | Redécoupage depuis le 5e district et réélu en 2002. Réélu en 2004. Réélu en 2006. Réélu en 2008. Réélu en 2010. Réélu en 2012. Réélu en 2014. Réélu en 2016. Perd sa réélection. | 2005–2013 Sud-est de Collin, Nord-est de Dallas                         |
| Pete Sessions                      | Républicain | 3 janvier 2003 - 3 janvier 2019 | 108e - 115e | Redécoupage depuis le 5e district et réélu en 2002. Réélu en 2004. Réélu en 2006. Réélu en 2008. Réélu en 2010. Réélu en 2012. Réélu en 2014. Réélu en 2016. Perd sa réélection. | 2013–2023 Sud-est de Collin, Nord-est de Dallas                         |
| Colin Allred                       | Démocrate   | 3 janvier 2019 - 3 janvier 2025 | 116e - 118e | Élu en 2018. Réélu en 2020. Réélu en 2022. Retrait pour se présenter comme Sénateur des États-Unis.                                                                              |                                                                         |
| Colin Allred                       | Démocrate   | 3 janvier 2019 - 3 janvier 2025 | 116e - 118e | Élu en 2018. Réélu en 2020. Réélu en 2022. Retrait pour se présenter comme Sénateur des États-Unis.                                                                              | 2023–present Sud-est de Collin, Nord-est de Dallas et Sud-est de Denton |
| Julie Johnson                      | Démocrate   | 3 janvier 2025 - présent        | 116e - 118e | Élue en 2024. |                                                                         |

## Résultats des récentes élections
Voici les résultats des dix précédents cycles électoraux dans le district.

### 2004
| Élection de 2004 du 32e district congressionnel du Texas | Élection de 2004 du 32e district congressionnel du Texas | Élection de 2004 du 32e district congressionnel du Texas | Élection de 2004 du 32e district congressionnel du Texas | Élection de 2004 du 32e district congressionnel du Texas |
| -------------------------------------------------------- | -------------------------------------------------------- | -------------------------------------------------------- | -------------------------------------------------------- | -------------------------------------------------------- |
| Parti                                                    | Parti                                                    | Candidat                                                 | Votes                                                    | %                                                        |
|                                                          | Républicain                                              | Pete Sessions (sortant)                                  | 109 859                                                  | 54,3                                                     |
|                                                          | Démocrate                                                | Martin Frost                                             | 89 030                                                   | 44,0                                                     |
|                                                          | Libertarien                                              | Michael David Needleman                                  | 3347                                                     | 1,7                                                      |
| Total des votes                                          | Total des votes                                          | Total des votes                                          | 202 236                                                  | 100 %                                                    |
|                                                          | Les Républicains conservent                              |                                                          |                                                          |                                                          |

### 2006
| Élection de 2006 du 32e district congressionnel du Texas | Élection de 2006 du 32e district congressionnel du Texas | Élection de 2006 du 32e district congressionnel du Texas | Élection de 2006 du 32e district congressionnel du Texas | Élection de 2006 du 32e district congressionnel du Texas |
| -------------------------------------------------------- | -------------------------------------------------------- | -------------------------------------------------------- | -------------------------------------------------------- | -------------------------------------------------------- |
| Parti                                                    | Parti                                                    | Candidat                                                 | Votes                                                    | %                                                        |
|                                                          | Républicain                                              | Pete Sessions (sortant)                                  | 71 461                                                   | 56,4                                                     |
|                                                          | Démocrate                                                | Will Pryor                                               | 52 269                                                   | 41,3                                                     |
|                                                          | Libertarien                                              | John Hawley                                              | 2922                                                     | 2,3                                                      |
| Total des votes                                          | Total des votes                                          | Total des votes                                          | 126 652                                                  | 100 %                                                    |
|                                                          | Les Républicains conservent                              |                                                          |                                                          |                                                          |

### 2008
| Élection de 2008 du 32e district congressionnel du Texas | Élection de 2008 du 32e district congressionnel du Texas | Élection de 2008 du 32e district congressionnel du Texas | Élection de 2008 du 32e district congressionnel du Texas | Élection de 2008 du 32e district congressionnel du Texas |
| -------------------------------------------------------- | -------------------------------------------------------- | -------------------------------------------------------- | -------------------------------------------------------- | -------------------------------------------------------- |
| Parti                                                    | Parti                                                    | Candidat                                                 | Votes                                                    | %                                                        |
|                                                          | Républicain                                              | Pete Sessions (sortant)                                  | 116 283                                                  | 57,3                                                     |
|                                                          | Démocrate                                                | Eric Roberson                                            | 82 406                                                   | 40,6                                                     |
|                                                          | Libertarien                                              | Alex Bischoff                                            | 4421                                                     | 2,2                                                      |
| Total des votes                                          | Total des votes                                          | Total des votes                                          | 203 110                                                  | 100 %                                                    |
|                                                          | Les Républicains conservent                              |                                                          |                                                          |                                                          |

### 2010
| Élection de 2010 du 32e district congressionnel du Texas | Élection de 2010 du 32e district congressionnel du Texas | Élection de 2010 du 32e district congressionnel du Texas | Élection de 2010 du 32e district congressionnel du Texas | Élection de 2010 du 32e district congressionnel du Texas |
| -------------------------------------------------------- | -------------------------------------------------------- | -------------------------------------------------------- | -------------------------------------------------------- | -------------------------------------------------------- |
| Parti                                                    | Parti                                                    | Candidat                                                 | Votes                                                    | %                                                        |
|                                                          | Républicain                                              | Pete Sessions (sortant)                                  | 79 433                                                   | 62,6                                                     |
|                                                          | Démocrate                                                | Grier Raggio                                             | 44 258                                                   | 34,9                                                     |
|                                                          | Libertarien                                              | John Jay Myers                                           | 3178                                                     | 2,5                                                      |
| Total des votes                                          | Total des votes                                          | Total des votes                                          | 126 869                                                  | 100 %                                                    |
|                                                          | Les Républicains conservent                              |                                                          |                                                          |                                                          |

### 2012
| Élection de 2012 du 32e district congressionnel du Texas | Élection de 2012 du 32e district congressionnel du Texas | Élection de 2012 du 32e district congressionnel du Texas | Élection de 2012 du 32e district congressionnel du Texas | Élection de 2012 du 32e district congressionnel du Texas |
| -------------------------------------------------------- | -------------------------------------------------------- | -------------------------------------------------------- | -------------------------------------------------------- | -------------------------------------------------------- |
| Parti                                                    | Parti                                                    | Candidat                                                 | Votes                                                    | %                                                        |
|                                                          | Républicain                                              | Pete Sessions (sortant)                                  | 146 653                                                  | 58,3                                                     |
|                                                          | Démocrate                                                | Katherine Savers McGovern                                | 99 288                                                   | 39,5                                                     |
|                                                          | Libertarien                                              | Seth Hollist                                             | 5695                                                     | 2,3                                                      |
| Total des votes                                          | Total des votes                                          | Total des votes                                          | 251 636                                                  | 100 %                                                    |
|                                                          | Les Républicains conservent                              |                                                          |                                                          |                                                          |

### 2014
| Élection de 2014 du 32e district congressionnel du Texas | Élection de 2014 du 32e district congressionnel du Texas | Élection de 2014 du 32e district congressionnel du Texas | Élection de 2014 du 32e district congressionnel du Texas | Élection de 2014 du 32e district congressionnel du Texas |
| -------------------------------------------------------- | -------------------------------------------------------- | -------------------------------------------------------- | -------------------------------------------------------- | -------------------------------------------------------- |
| Parti                                                    | Parti                                                    | Candidat                                                 | Votes                                                    | %                                                        |
|                                                          | Républicain                                              | Pete Sessions (sortant)                                  | 96 495                                                   | 61,8                                                     |
|                                                          | Démocrate                                                | Frank Perez                                              | 55 325                                                   | 35,4                                                     |
|                                                          | Libertarien                                              | Ed Rankin                                                | 4276                                                     | 2,7                                                      |
| Total des votes                                          | Total des votes                                          | Total des votes                                          | 156 096                                                  | 100 %                                                    |
|                                                          | Les Républicains conservent                              |                                                          |                                                          |                                                          |

### 2016
| Élection de 2016 du 32e district congressionnel du Texas | Élection de 2016 du 32e district congressionnel du Texas | Élection de 2016 du 32e district congressionnel du Texas | Élection de 2016 du 32e district congressionnel du Texas | Élection de 2016 du 32e district congressionnel du Texas |
| -------------------------------------------------------- | -------------------------------------------------------- | -------------------------------------------------------- | -------------------------------------------------------- | -------------------------------------------------------- |
| Parti                                                    | Parti                                                    | Candidat                                                 | Votes                                                    | %                                                        |
|                                                          | Républicain                                              | Pete Sessions (sortant)                                  | 162 868                                                  | 71,1                                                     |
|                                                          | Libertarien                                              | Ed Rankin                                                | 43 490                                                   | 19,0                                                     |
|                                                          | Vert                                                     | Gary Stuard                                              | 22 813                                                   | 10,0                                                     |
| Total des votes                                          | Total des votes                                          | Total des votes                                          | 229 171                                                  | 100 %                                                    |
|                                                          | Les Républicains conservent                              |                                                          |                                                          |                                                          |

### 2018
| Élection de 2018 du 32e district congressionnel du Texas | Élection de 2018 du 32e district congressionnel du Texas | Élection de 2018 du 32e district congressionnel du Texas | Élection de 2018 du 32e district congressionnel du Texas | Élection de 2018 du 32e district congressionnel du Texas |
| -------------------------------------------------------- | -------------------------------------------------------- | -------------------------------------------------------- | -------------------------------------------------------- | -------------------------------------------------------- |
| Parti                                                    | Parti                                                    | Candidat                                                 | Votes                                                    | %                                                        |
|                                                          | Démocrate                                                | Colin Allred                                             | 144 067                                                  | 52,3                                                     |
|                                                          | Républicain                                              | Pete Sessions (sortant)                                  | 126 101                                                  | 45,8                                                     |
|                                                          | Libertarien                                              | Melina Baker                                             | 5452                                                     | 2,0                                                      |
| Total des votes                                          | Total des votes                                          | Total des votes                                          | 275 620                                                  | 100 %                                                    |
|                                                          | Les Démocrates prennent aux Républicains                 |                                                          |                                                          |                                                          |

### 2020
| Élection de 2020 du 32e district congressionnel du Texas | Élection de 2020 du 32e district congressionnel du Texas | Élection de 2020 du 32e district congressionnel du Texas | Élection de 2020 du 32e district congressionnel du Texas | Élection de 2020 du 32e district congressionnel du Texas |
| -------------------------------------------------------- | -------------------------------------------------------- | -------------------------------------------------------- | -------------------------------------------------------- | -------------------------------------------------------- |
| Parti                                                    | Parti                                                    | Candidat                                                 | Votes                                                    | %                                                        |
|                                                          | Démocrate                                                | Colin Allred (sortant)                                   | 178 542                                                  | 51,9                                                     |
|                                                          | Républicain                                              | Genevieve Collins                                        | 157 867                                                  | 45,9                                                     |
|                                                          | Libertarien                                              | Christy Mowrey                                           | 4946                                                     | 1,4                                                      |
|                                                          | Indépendant                                              | Jason Sigmon                                             | 2332                                                     | 0,7                                                      |
| Total des votes                                          | Total des votes                                          | Total des votes                                          | 343 687                                                  | 100 %                                                    |
|                                                          | Les Démocrates conservent                                |                                                          |                                                          |                                                          |

### 2022
| Primaire Démocrate de 2022 du 32e district congressionnel du Texas | Primaire Démocrate de 2022 du 32e district congressionnel du Texas | Primaire Démocrate de 2022 du 32e district congressionnel du Texas | Primaire Démocrate de 2022 du 32e district congressionnel du Texas | Primaire Démocrate de 2022 du 32e district congressionnel du Texas |
| ------------------------------------------------------------------ | ------------------------------------------------------------------ | ------------------------------------------------------------------ | ------------------------------------------------------------------ | ------------------------------------------------------------------ |
| Parti                                                              | Parti                                                              | Candidat                                                           | Votes                                                              | %                                                                  |
|                                                                    | Démocrate                                                          | Colin Allred (sortant)                                             | 37 475                                                             | 100%                                                               |

| Primaire Républicaine de 2022 du 32e district congressionnel du Texas | Primaire Républicaine de 2022 du 32e district congressionnel du Texas | Primaire Républicaine de 2022 du 32e district congressionnel du Texas | Primaire Républicaine de 2022 du 32e district congressionnel du Texas | Primaire Républicaine de 2022 du 32e district congressionnel du Texas |
| --------------------------------------------------------------------- | --------------------------------------------------------------------- | --------------------------------------------------------------------- | --------------------------------------------------------------------- | --------------------------------------------------------------------- |
| Parti                                                                 | Parti                                                                 | Candidat                                                              | Votes                                                                 | %                                                                     |
|                                                                       | Républicain                                                           | Antonio Swad                                                          | 8962                                                                  | 40,3                                                                  |
|                                                                       | Républicain                                                           | Justin Webb                                                           | 4007                                                                  | 18,0                                                                  |
|                                                                       | Républicain                                                           | Nathan Davis                                                          | 3549                                                                  | 16,0                                                                  |
|                                                                       | Républicain                                                           | Darrel Day                                                            | 2321                                                                  | 10,4                                                                  |
|                                                                       | Républicain                                                           | Brad Namdar                                                           | 2270                                                                  | 10,2                                                                  |
|                                                                       | Républicain                                                           | Ejike Okpa                                                            | 1128                                                                  | 5,1                                                                   |

| Primaire Républicaine de 2022 du 32e district congressionnel du Texas | Primaire Républicaine de 2022 du 32e district congressionnel du Texas | Primaire Républicaine de 2022 du 32e district congressionnel du Texas | Primaire Républicaine de 2022 du 32e district congressionnel du Texas | Primaire Républicaine de 2022 du 32e district congressionnel du Texas |
| --------------------------------------------------------------------- | --------------------------------------------------------------------- | --------------------------------------------------------------------- | --------------------------------------------------------------------- | --------------------------------------------------------------------- |
| Parti                                                                 | Parti                                                                 | Candidat                                                              | Votes                                                                 | %                                                                     |
|                                                                       | Républicain                                                           | Antonio Swad                                                          | 6929                                                                  | 57,0                                                                  |
|                                                                       | Républicain                                                           | Justin Webb                                                           | 5226                                                                  | 43,0                                                                  |

| Élection de 2022 du 32e district congressionnel du Texas | Élection de 2022 du 32e district congressionnel du Texas | Élection de 2022 du 32e district congressionnel du Texas | Élection de 2022 du 32e district congressionnel du Texas | Élection de 2022 du 32e district congressionnel du Texas |
| -------------------------------------------------------- | -------------------------------------------------------- | -------------------------------------------------------- | -------------------------------------------------------- | -------------------------------------------------------- |
| Parti                                                    | Parti                                                    | Candidat                                                 | Votes                                                    | %                                                        |
|                                                          | Démocrate                                                | Colin Allred (sortant)                                   | 116 005                                                  | 65,4                                                     |
|                                                          | Républicain                                              | Antonio Swad                                             | 61 494                                                   | 34,6                                                     |
| Total des votes                                          | Total des votes                                          | Total des votes                                          | 177 499                                                  | 100 %                                                    |
|                                                          | Les Démocrates conservent                                |                                                          |                                                          |                                                          |

### 2024
| Primaire Démocrate de 2024 du 32e district congressionnel du Texas | Primaire Démocrate de 2024 du 32e district congressionnel du Texas | Primaire Démocrate de 2024 du 32e district congressionnel du Texas | Primaire Démocrate de 2024 du 32e district congressionnel du Texas | Primaire Démocrate de 2024 du 32e district congressionnel du Texas |
| ------------------------------------------------------------------ | ------------------------------------------------------------------ | ------------------------------------------------------------------ | ------------------------------------------------------------------ | ------------------------------------------------------------------ |
| Parti                                                              | Parti                                                              | Candidat                                                           | Votes                                                              | %                                                                  |
|                                                                    | Démocrate                                                          | Julie Johnson                                                      | 17 633                                                             | 50,4                                                               |
|                                                                    | Démocrate                                                          | Brian Williams                                                     | 6704                                                               | 19,2                                                               |
|                                                                    | Démocrate                                                          | Justin Moore                                                       | 2483                                                               | 7,1                                                                |
|                                                                    | Démocrate                                                          | Jan McDowell                                                       | 1722                                                               | 4,9                                                                |
|                                                                    | Démocrate                                                          | Zachariah Manning                                                  | 1617                                                               | 4,6                                                                |
|                                                                    | Démocrate                                                          | Raja Chaudhry                                                      | 1258                                                               | 3,6                                                                |
|                                                                    | Démocrate                                                          | Callie Butcher                                                     | 1169                                                               | 3,3                                                                |
|                                                                    | Démocrate                                                          | Kevin Felder                                                       | 1101                                                               | 3,1                                                                |
|                                                                    | Démocrate                                                          | Alex Cornwallis                                                    | 909                                                                | 2,6                                                                |
|                                                                    | Démocrate                                                          | Christopher Panayiotou                                             | 361                                                                | 1,0                                                                |

| Primaire Républicaine de 2024 du 32e district congressionnel du Texas | Primaire Républicaine de 2024 du 32e district congressionnel du Texas | Primaire Républicaine de 2024 du 32e district congressionnel du Texas | Primaire Républicaine de 2024 du 32e district congressionnel du Texas | Primaire Républicaine de 2024 du 32e district congressionnel du Texas |
| --------------------------------------------------------------------- | --------------------------------------------------------------------- | --------------------------------------------------------------------- | --------------------------------------------------------------------- | --------------------------------------------------------------------- |
| Parti                                                                 | Parti                                                                 | Candidat                                                              | Votes                                                                 | %                                                                     |
|                                                                       | Républicain                                                           | David Blewett                                                         | 10 706                                                                | 44,4                                                                  |
|                                                                       | Républicain                                                           | Darrell Day                                                           | 9211                                                                  | 38,2                                                                  |
|                                                                       | Républicain                                                           | Juan Feria                                                            | 2397                                                                  | 9,9                                                                   |
|                                                                       | Républicain                                                           | Gulrez Khan                                                           | 1787                                                                  | 7,4                                                                   |

| Second Tour de la Primaire Républicaine de 2024 du 32e district congressionnel du Texas | Second Tour de la Primaire Républicaine de 2024 du 32e district congressionnel du Texas | Second Tour de la Primaire Républicaine de 2024 du 32e district congressionnel du Texas | Second Tour de la Primaire Républicaine de 2024 du 32e district congressionnel du Texas | Second Tour de la Primaire Républicaine de 2024 du 32e district congressionnel du Texas |
| --------------------------------------------------------------------------------------- | --------------------------------------------------------------------------------------- | --------------------------------------------------------------------------------------- | --------------------------------------------------------------------------------------- | --------------------------------------------------------------------------------------- |
| Parti                                                                                   | Parti                                                                                   | Candidat                                                                                | Votes                                                                                   | %                                                                                       |
|                                                                                         | Républicain                                                                             | Darrell Day                                                                             | 4007                                                                                    | 18,0                                                                                    |
|                                                                                         | Républicain                                                                             | David Blewett                                                                           | 8962                                                                                    | 40,3                                                                                    |

| Élection de 2024 du 32e district congressionnel du Texas | Élection de 2024 du 32e district congressionnel du Texas | Élection de 2024 du 32e district congressionnel du Texas | Élection de 2024 du 32e district congressionnel du Texas | Élection de 2024 du 32e district congressionnel du Texas |
| -------------------------------------------------------- | -------------------------------------------------------- | -------------------------------------------------------- | -------------------------------------------------------- | -------------------------------------------------------- |
| Parti                                                    | Parti                                                    | Candidat                                                 | Votes                                                    | %                                                        |
|                                                          | Démocrate                                                | Julie Johnson                                            | TBD                                                      | TBD                                                      |
|                                                          | Républicain                                              | Darrell Day                                              | TBD                                                      | TBD                                                      |
|                                                          | Libertarien                                              | Kevin Hale                                               | TBD                                                      | TBD                                                      |
| Total des votes                                          | Total des votes                                          | Total des votes                                          | TBD                                                      | 100 %                                                    |
|                                                          |                                                          |                                                          |                                                          |                                                          |